# Rainer Goernemann
Rainer Goernemann (* 22. September 1950 in Hamburg; † 31. Dezember 2024 in Düsseldorf) war ein deutscher Schauspieler.

## Leben
Seine Ausbildung absolvierte er in Hamburg in Schauspiel, Gesang, Pantomime und Regieassistenz. Er debütierte 1971 am Deutschen Schauspielhaus. 1973 war er am Stadttheater Bremerhaven engagiert, 1974 bis 1977 am Theater der Stadt Essen, 1979 am Schauspielhaus Zürich, 1980 am Bayerischen Staatsschauspiel, 1982 am Schauspielhaus Düsseldorf und an der Freien Volksbühne Berlin, 1983/84 an den Bühnen der Stadt Bonn und 1984 an den Münchner Kammerspielen.
Goernemann übernahm zahlreiche Haupt- und Episodenrollen in Serien und Fernsehspielen.
2014 wurde bei ihm die Krankheit Parkinson diagnostiziert. Er lebte mit seiner Frau in Düsseldorf, wo er an den Folgen der Erkrankung Ende Dezember 2024 starb.

## Filmografie
- 1972: Wir 13 sind 17
- 1973: Polizeistation
- 1974: Fluchtgedanken
- 1975: Sonderdezernat K1: Doppelspiel
- 1977: In freier Landschaft
- 1979: Die Buddenbrooks
- 1982: Tatort – Tod auf dem Rastplatz (Fernsehreihe)
- 1983: Der Trotzkopf
- 1984: Tatort – Gelegenheit macht Liebe
- 1989–1991: Fest im Sattel
- 1993–1994: Unsre Schule ist die Beste
- 1994: Hagedorns Töchter
- 1994: Patricias Geheimnis
- 1995: Alarm auf Station 1
- 1995: Dein tödliches Lächeln
- 1995: Die Spezialisten
- 1995: Das Traumschiff: Tasmanien
- 1995: Wildbach
- 1996, 1999: Alphateam – Die Lebensretter im OP
- 1996, 1999: Der Fahnder
- 1996: Martin Berg
- 1997: Champagner und Kamillentee
- 1997: Ein starkes Team
- 1997: Stadtklinik
- 1998: Balko
- 1998: Für alle Fälle Stefanie
- 1998: SOKO 5113
- 2000: Motorradcops
- 2000: Wir sind vier
- 2001: Alarm für Cobra 11 – Die Autobahnpolizei
- 2001–2003: Hinter Gittern – Der Frauenknast
- 2001: Paps, Versprechen hält man
- 2005/2006: Familie Sonnenfeld
- 2005: SK Kölsch
- 2006: Contergan – Eine einzige Tablette
- 2007: Wilsberg – Miss-Wahl
- 2007: Die Wehrmacht
- 2007: Liebe auf Umwegen
- 2007: Clara
- 2008: Tatort – Herz aus Eis
- 2010: Danni Lowinski
- 2010, 2011: Verbotene Liebe
- 2010–2011, 2012: Alles was zählt